# ビクトル・ガルシア
ビクトル・ウーゴ・ガルシア・エルナンデス（Víctor Hugo García Hernández, 1994年6月11日 - ）は、ベネズエラ・ミランダ州クア出身のサッカー選手。ADアルコルコン所属。ポジションはDF。

## 来歴
2010年に国内リーグ、ベネズエラ・プリメーラ・ディビシオンのデポルティーボ・ラ・グアイラでプロデビュー。2013年にポルトガルの強豪FCポルトと契約。2014年4月13日のSCブラガ戦で初出場を果たすも、トップチームには定着できず、Bチームでのプレーが続いた。
2016-17シーズンは、ローン移籍でCDナシオナルでプレーするも、チームは18位に終わり、2部降格となった。
2017年8月28日、ヴィトーリアSCと4年契約を結んだ。
2020年9月17日、ADアルコルコンに移籍した。

## ベネズエラ代表
2011年8月に、当時17歳でベネズエラ代表に初招集され、10日のホンジュラス戦で代表戦デビュー。2013年から2年間はU-20代表にも招集された。